# Haček
De haček (uit Tsjechisch háček, "haakje") of caron is een diakritisch teken dat op medeklinkers en op de e wordt geplaatst om palatalisatie aan te geven. Het wordt in het alfabet van het Ests, Servo-Kroatisch, Lets, Litouws, Sloveens, Slowaaks en Tsjechisch gebruikt. In het Fins komt de haček in een zeer beperkt aantal leenwoorden voor maar wordt hij vaak door een h na de desbetreffende medeklinker vervangen.
De volgende letters met haček komen voor:
- č, uitgesproken als [tsj]
- š, uitgesproken als [sj]
- ž, uitgesproken als [zj]

Het Tsjechisch kent daarnaast:
- ř, ongeveer uitgesproken als [rzj]
- ň, uitgesproken als [nj] (ook in het Slowaaks)
- ě geeft aan dat de voorgaande medeklinker gepalataliseerd is

Het Tsjechisch was in de 13e eeuw de eerste Slavische taal die met het Latijnse schrift werd geschreven. Aangezien deze taal aanzienlijk meer sisklanken heeft dan het Latijn, moest daarvoor een oplossing worden gevonden. Die bestond uit invoering van de tweelettercombinaties "cz" voor "tsj", "sz" voor "sj" en "rz" voor "(r)zj". Deze lettercombinaties werden korte tijd later overgenomen in het Pools, waar ze tot op heden bewaard zijn gebleven.
Later (15e eeuw) is men in Tsjechië echter de achtergevoegde "z" gaan vervangen door de haček.
Dit gebruik werd vanaf de 18e eeuw overgenomen door de andere overwegend katholieke Slavische volkeren (met uitzondering van de Polen), toen die hun taal regelmatig in geschriften begonnen te gebruiken. Daarom kennen ook het Slowaaks, Sloveens en Servo-Kroatisch de haček.
Waarom men op het einde van de 20e eeuw de haček soms de caron is gaan noemen is niet geheel duidelijk. De haček lijkt voor het eerst in de 'US Government Printing Office Style Manual' van 1967 de caron te worden genoemd.
- Het pinyin-transcriptiesysteem voor het Standaardmandarijn gebruikt de haček om de derde toon aan te geven.